# Шасі

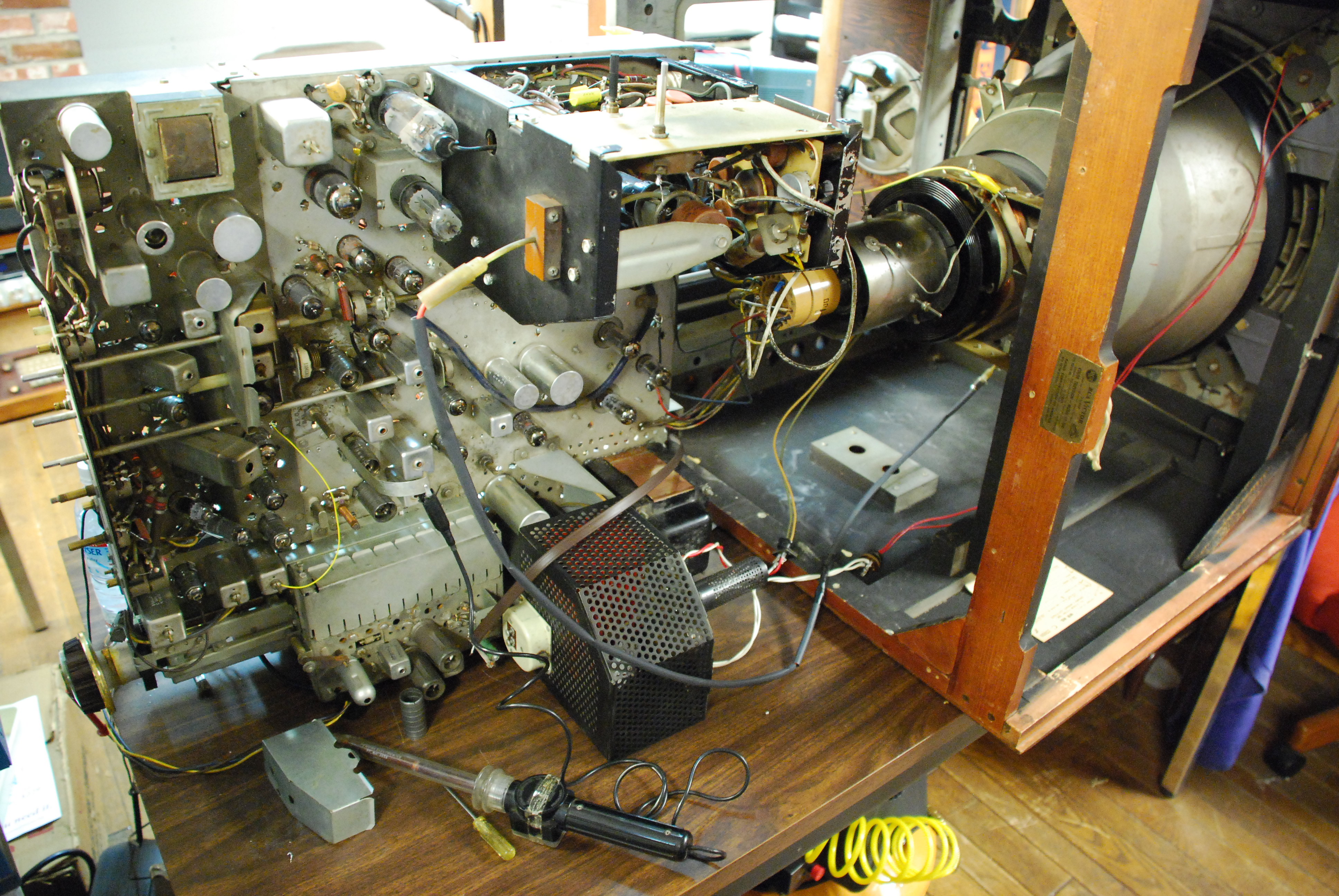
Шасі CTC-2 телевізора RCA CT-100

Шасі (US [ˈtʃæsi],  UK [ˈʃæsi]; множина шасі [-iz] від французького châssis[ʃɑsi]) — є несучим каркасом штучного об’єкта, який структурно підтримує об’єкт у його конструкції та функціонуванні. Прикладом шасі є рама транспортного засобу, нижня частина автомобіля, на якій встановлено кузов; якщо ходова частина, така як колеса та трансмісія, а іноді навіть сидіння водія, включено, то вузол описується як рухоме шасі.

## Приклади використання

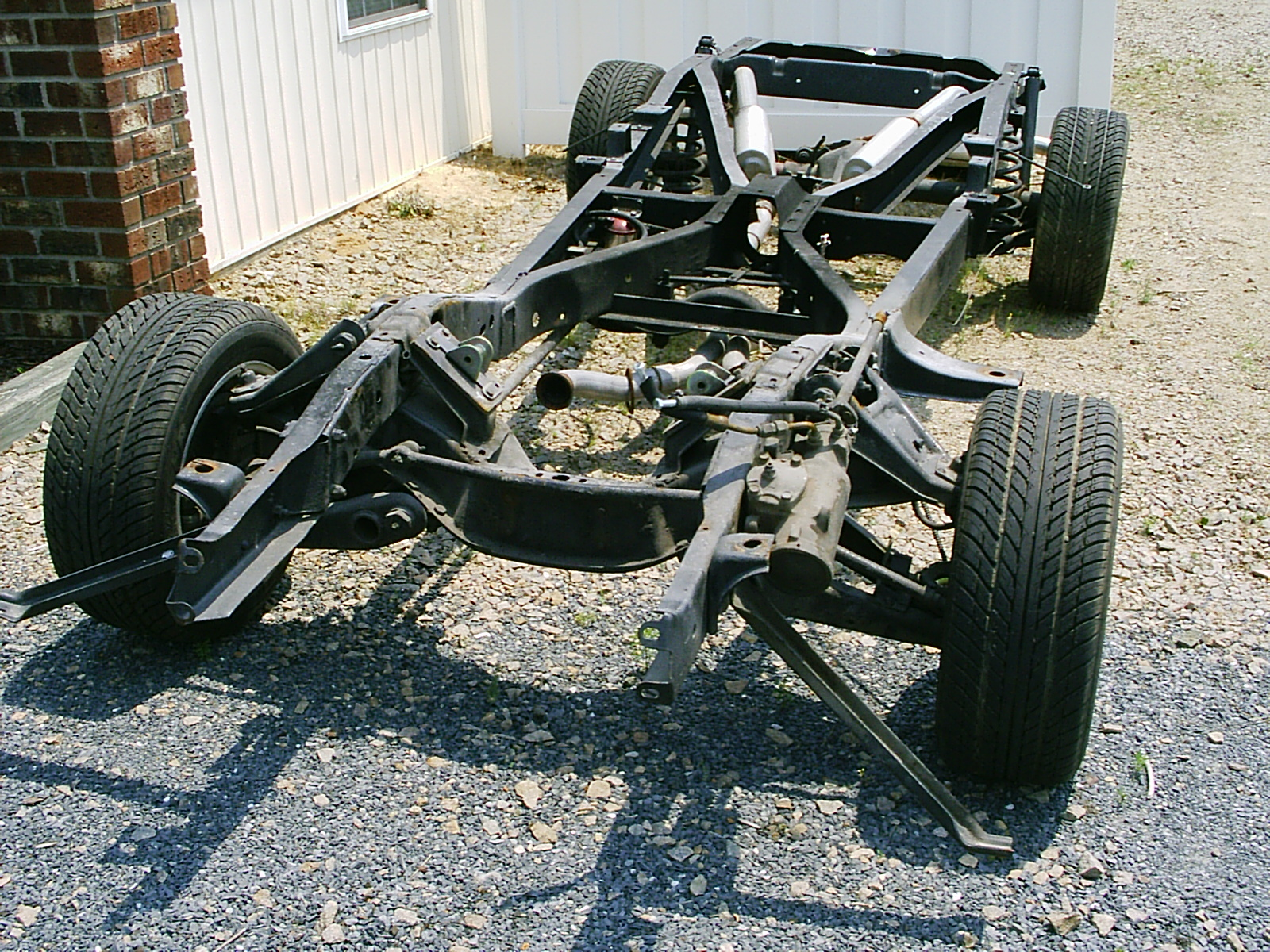
Шасі автомобіля з підвіскою, вихлопною системою та рульовим механізмом

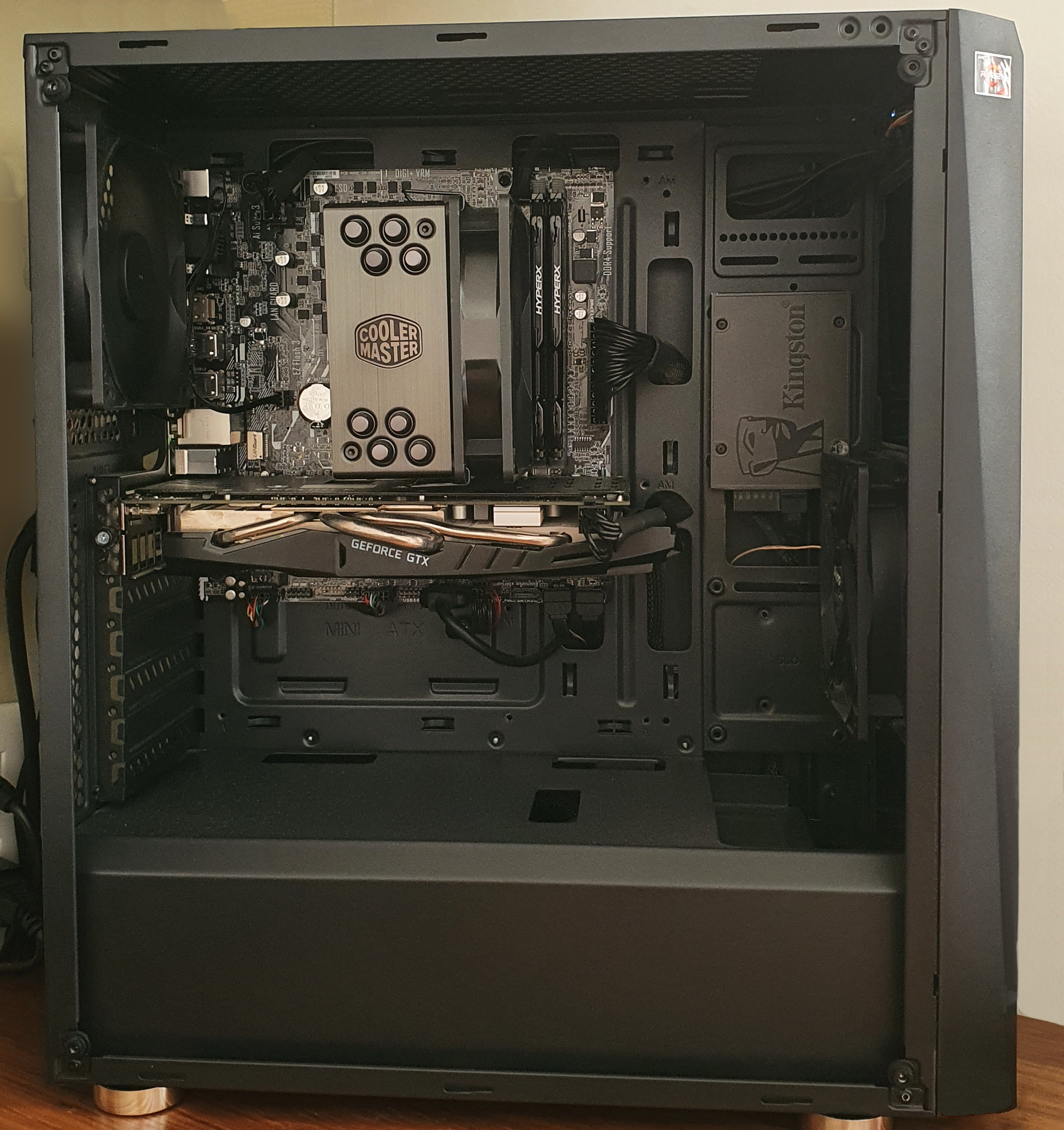
Корпус комп'ютера ATX

### Транспортні засоби
У випадку транспортних засобів термін рухоме шасі означає раму плюс «ходову частину», як-от двигун, трансмісія, карданний вал, диференціал і підвіска. Опис «рухомого шасі» виник під час складального виробництва, коли інтегроване шасі «котилося на власних шинах» безпосередньо перед тим, як кузови вантажівок були прикріплені до рам біля кінця лінії. Нижня частина кузова (іноді її називають «кузовом»), яка зазвичай не є необхідною для забезпечення цілісності конструкції, побудована на шасі для завершення автомобіля.
Для комерційних транспортних засобів рухоме шасі складається з вузла всіх основних частин вантажівки без кузова, щоб бути готовим до експлуатації в дорозі. Шасі легкового автомобіля буде відрізнятися від шасі для комерційного транспорту через більші навантаження та постійну роботу. Виробники комерційних транспортних засобів продають версії «лише шасі», «капот і шасі», а також версії «шасі з кабіною», які можна оснастити спеціальними кузовами. До них відносяться будинки на колесах, пожежні машини, машини швидкої допомоги, фургони тощо.

### Електроніка
В електронному пристрої (наприклад, комп’ютері) шасі складається з рами або іншої внутрішньої опорної конструкції, на якій монтуються друковані плати та інша електроніка.
У деяких конструкціях, таких як старіші набори ENIAC, шасі встановлено всередині важкої, жорсткої шафи, тоді як в інших конструкціях, таких як сучасні комп’ютерні корпуси, легкі кришки або панелі прикріплені до шасі.

### Вогнепальна зброя

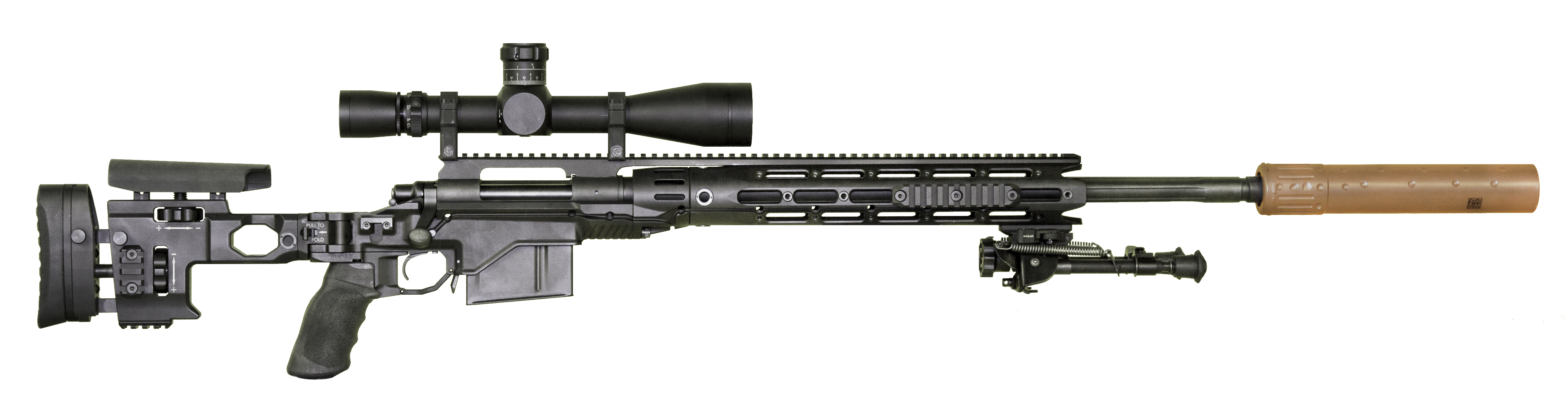
Удосконалена снайперська гвинтівка M2010, заснована на болтовій конструкції Remington 700, але розміщена в точному шасі.

У вогнепальній зброї шасі — це опорна рама для довгої зброї, наприклад гвинтівок, замість традиційного дерев’яного ложа з метою кращої точності зброї. Шасі зазвичай виготовляється з твердого металевого матеріалу, такого як алюмінієвий сплав (і рідше з нержавіючої сталі, титанового сплаву або нещодавно магнієвого сплаву), оскільки метали мають вищу жорсткість і міцність на стиск порівняно з деревиною чи синтетичним полімером, які зазвичай використовуються у звичайних гвинтівках.